# ملعب خالد بشارة
ملعب الجونة هو ملعب متعدد الاستخدامات يقع في الجونة في مدينة الغردقة في مصر . و هو يستخدم غالبا في مباريات كرة القدم حيث يستضيف مباريات العودة لنادي الجونة . و يتسع الملعب لحوالى من 15,000 متفرج.[بحاجة لمصدر]

## تغيير الأسم
أعلن نادى الجونة تغيير اسم ملعبه بشكل رسمى يوم السبت 15 فبراير 2020، من "ستاد الجونة" ليصبح "ستاد خالد بشارة" تخليدا وتكريما لاسم رئيسه الراحل، وقال مسئولو نادى الجونة، "يفخر النادى بالإعلان عن تغيير اسم ملعبه رسميا ليصبح "ستاد خالد بشارة".